# Saccopharynx hjorti
Espèce
Saccopharynx hjorti est une espèce de poisson de la famille des Saccopharyngidés.